# Isoxya nigromutica
Isoxya nigromutica là một loài nhện trong họ Araneidae.
Loài này thuộc chi Isoxya. Isoxya nigromutica được Lodovico di Caporiacco miêu tả năm 1939.